# Andono Sari
Andono Sari is een bestuurslaag in het regentschap Pasuruan van de provincie Oost-Java, Indonesië. Andono Sari telt 5520 inwoners (volkstelling 2010).